# Balneario Marisol
Balneario Marisol (también llamado Balneario Oriente) es una localidad balnearia argentina, del partido de Coronel Dorrego, ubicado en la zona costera de la provincia de Buenos Aires. Es un buen lugar para practicar la pesca deportiva, actividades de natación y tomar vacaciones allí explorando los sitios turísticos de la zona.

## Historia
Se considera como fundador a David Mathov, que en 1948 adquirió fracciones de campo en lo que hoy es el balneario. Publicaciones de la época mencionan al 11 de diciembre de 1949 como fecha de inauguración de la primera temporada estival en el balneario.

## Población
Cuenta con 215 habitantes (Indec, 2022), lo que representa un incremento del 36% frente a los 158 habitantes (Indec, 2010) del censo anterior.
| Gráfica de evolución demográfica de Balneario Marisol entre 1991 y 2022 |
|                                                                         |
| Fuente: Censos nacionales del INDEC                                     |

## Villa balnearia
La pequeña villa balnearia está enclavada entre médanos forestados y la ribera del Quequén Salado. Más allá de los límites del pueblo, el bioma de dunas móviles característico de estas costas está en buen estado de conservación.
Actualmente se está llevando a cabo en el lugar una reserva marítimo costera de objetivos determinados. El lugar es óptimo para la pesca deportiva, marítima y de río. En los últimos años, comenzaron a frecuentar el balneario embarcaciones pesqueras de diferentes calados, con distintos tipos de redes, lo cual ha deteriorado el ciclo de reproducción de la fauna ictícola. Esto se nota en la población de lenguados que buscan la desembocadura del río Quequén Salado, las variedades de escualos, y, entre muchos, la escasez casi total de corvinas negras.
La villa cuenta con restaurantes, hoteles, despensas, camping, cyber, heladería, locutorio, etc., además de curiosos bosquecillos en los que es posible practicar camping. 
El río sirve para el esparcimiento y contemplación, con varios sitios preparados con rotonda y camino, como el puente viejo y la cueva del Tigre. Otro atractivo es el desolado balneario Oriente, que fue tapado por las dunas hace años y aún hoy se pueden ver sus casas.